# Campionati europei di corsa campestre 1994
Il I Campionato europeo di corsa campestre si è disputato a Alnwick, in Inghilterra, il 10 dicembre 1994. Il titolo maschile è stato vinto da Paulo Guerra mentre quello femminile da Catherina McKiernan.

## Risultati
I risultati del campionato sono stati:

### Individuale (uomini)
| Pos. | Atleta             | Tempo (m's") |
| ---- | ------------------ | ------------ |
|      | Paulo Guerra       | 27'43"       |
|      | Domingos Castro    | 27'59"       |
|      | Antonio Serrano    | 28'03"       |
| 4.   | José Carlos Adán   | 28'06"       |
| 5.   | Abdellah Béhar     | 28'08"       |
| 6.   | Luca Barzaghi      | 28'10"       |
| 7.   | José Manuel García | 28'11"       |
| 8.   | António Pinto      | 28'12"       |
| 9.   | Alberto Maravilha  | 28'13"       |
| 10.  | Mustapha Essaïd    | 28'19"       |

### Squadre (uomini)
| Pos. | Nazione                                                                    | Punti |
| ---- | -------------------------------------------------------------------------- | ----- |
|      | Portogallo Paulo Guerra Domingos Castro António Pinto Alberto Maravilha    | 20    |
|      | Spagna Antonio Serrano José Carlos Adán José Manuel García Alejandro Gómez | 27    |
|      | Francia Abdellah Béhar Mustapha Essaïd Mohamed Ezzher Bertrand Frechard    | 50    |
| 4.   | Gran Bretagna                                                              | 77    |
| 5.   | Italia                                                                     | 84    |
| 6.   | Paesi Bassi                                                                | 132   |
| 7.   | Russia                                                                     | 146   |
| 8.   | Irlanda                                                                    | 152   |

### Individuale (donne)
| Pos. | Atleta                   | Tempo (m's") |
| ---- | ------------------------ | ------------ |
|      | Catherina McKiernan      | 14'29"       |
|      | Julia Vaquero            | 14'30"       |
|      | Elena Fidatov            | 14'43"       |
| 4.   | Alla Zhilyaeva           | 14'45"       |
| 5.   | Maria Rebelo             | 14'46"       |
| 6.   | Fernanda Ribeiro         | 14'47"       |
| 7.   | Mariana Chirila-Stanoscu | 14'48"       |
| 8.   | Lieve Slegers            | 14'49"       |
| 9.   | Blandine Bitzner-Ducret  | 14'50"       |
| 10.  | Tamara Koba              | 14'51"       |

### Squadre (donne)
| Pos. | Nazione                                                         | Punti |
| ---- | --------------------------------------------------------------- | ----- |
|      | Romania Elena Fidatov Mariana Chirila-Stanoscu Margareta Keszeg | 26    |
|      | Francia Maria Rebelo Blandine Bitzner-Ducret Farida Fates       | 28    |
|      | Portogallo Fernanda Ribeiro Carla Sacramento Ana Dias           | 29    |
| 4.   | Spagna                                                          | 45    |
| 5.   | Italia                                                          | 62    |
| 6.   | Belgio                                                          | 64    |
| 7.   | Russia                                                          | 73    |
| 8.   | Irlanda                                                         | 75    |

## Medagliere
| Posizione | Paese      | Oro | Argento | Bronzo | Totale |
| --------- | ---------- | --- | ------- | ------ | ------ |
| 1         | Portogallo | 2   | 1       | 1      | 4      |
| 2         | Romania    | 1   | 0       | 1      | 2      |
| 3         | Irlanda    | 1   | 0       | 0      | 1      |
| 4         | Spagna     | 0   | 2       | 1      | 3      |
| 5         | Francia    | 0   | 1       | 1      | 2      |
| Totale    | Totale     | 4   | 4       | 4      | 12     |